# پابلیک اکرنسز
پابلیک اکرنسز (Public Occurrences) روزنامه‌ای است که در ۲۵ سپتامبر ۱۶۹۰ در بوستون انتشار یافت و قرار بود به صورت ماهانه منتشر شود. این روزنامه تنها یک شماره انتشار یافت و به سرعت توقیف شد. این روزنامه نخستین روزنامه چندین صفحه‌ای در آمریکا بود.